# Chanteloup, Eure

Chanteloup este o comună în departamentul Eure, Franța. În 1 ianuarie 2018 avea o populație de 96 de locuitori.